# Alizarină
Alizarina (IUPAC: 1,2-dihidroxianthrachinonă este un compus organic cu formula C
14H
8O
4, derivat de la antrachinonă, care a fost folosit de-a lungul istoriei ca și pigment roșu intens, în principal pentru colorarea fibrelor textile. 
În trecut, era extrasă din rădăcinile plantelor din genul Rubia (în special, roiba). În 1869, devenea primul pigment natural recreat pe cale sintetică. Este un agent chelator pentru ionul de aluminiu Al3+.